# Братя Чапек
Братя Чапек (на чешки: Bratři Čapkové) са писателят Карел Чапек (1890 – 1938) и художникът Йозеф Чапек (1887 – 1945). Братята често се споменават заедно в качеството им на известни представители на културния живот в Чехия през 20 век.

## Биографични бележки
Братята започват заедно да пишат в Париж, където учат известно време. Първите им публикации са след завръщането в Чехия. По-късно при съвместната им работа литературната част се поема от Карел, Йозеф преди всичко се занимава с илюстрациите и понякога дава съвети на брат си. Така думата „робот“, за първи път използвана в пиесата на Карел Чапек „R.U.R.“ („Rossumovi Universální Roboti“), е предложена от Йозеф Чапек. Произлиза от чешката дума „robota“, която означава неплатена и несвободна работа.
В публицистичните и художествените си произведения и двамата братя ясно заявяват политическите си убеждения и отрицателното отношение към националсоциализма. Карел умира през 1938 г., изпреварвайки изпълнението на заповедта за ареста, издадена по време на германската окупация на Чехия. Йозеф е репресиран от нацистката власт, прекарва няколко години в различни концлагери и умира от тиф през 1945 г. в концлагер Берген-Белзен.

## Общи произведения

### Сборници разкази
- Zářivé hlubiny, 1916.
- Krakonošova zahrada, 1918.
- Devatero pohádek a ještě jedna od Josefa Čapka jako přívažek, 1932.

### Пиеси
- Ze života hmyzu, 1921.
- „Lásky hra osudná“, 1922.
- Adam stvořitel, 1927.

## In Memoriam
Улици с названието „Братя Чапек“ има в Прага, Бърно и други селища на страната. В село Мале Сватоньовице, където се е родил Карел, е издигната скулптура на двамата братя. Къщата им в Прага е превърната в техен музей. В Прага има паметник в тяхна чест, а също и гимназия „Братя Чапек“. Паметни плочи са сложени на сградите, където те са живели.
Чешката писателка Мария Чулкова създава след войната тетралогия за братята:
- „Čapci“, Praha, Melantrich, 1985 г., 369 стр.
- „Ladění pro dvě struny“, Praha, Melantrich, 1990 г., 370 стр. ISBN 80-7023-051-7.
- „Poločas nadějí“, Praha, Melantrich, 1993 г., 349 стр. ISBN 80-7023-165-3.
- „Brána věčnost“, Praha, Melantrich, 1997 г., 478 стр. ISBN 80-7023-245-5.